# Mount Tricouni
Mount Tricouni är ett berg i Antarktis. Det ligger i Östantarktis. Nya Zeeland gör anspråk på området. Toppen på Mount Tricouni är 1 658 meter över havet, eller 470 meter över den omgivande terrängen. Bredden vid basen är 2,4 km.
Terrängen runt Mount Tricouni är varierad. Trakten är obefolkad. Det finns inga samhällen i närheten.